# Pfarrkirche Leithaprodersdorf

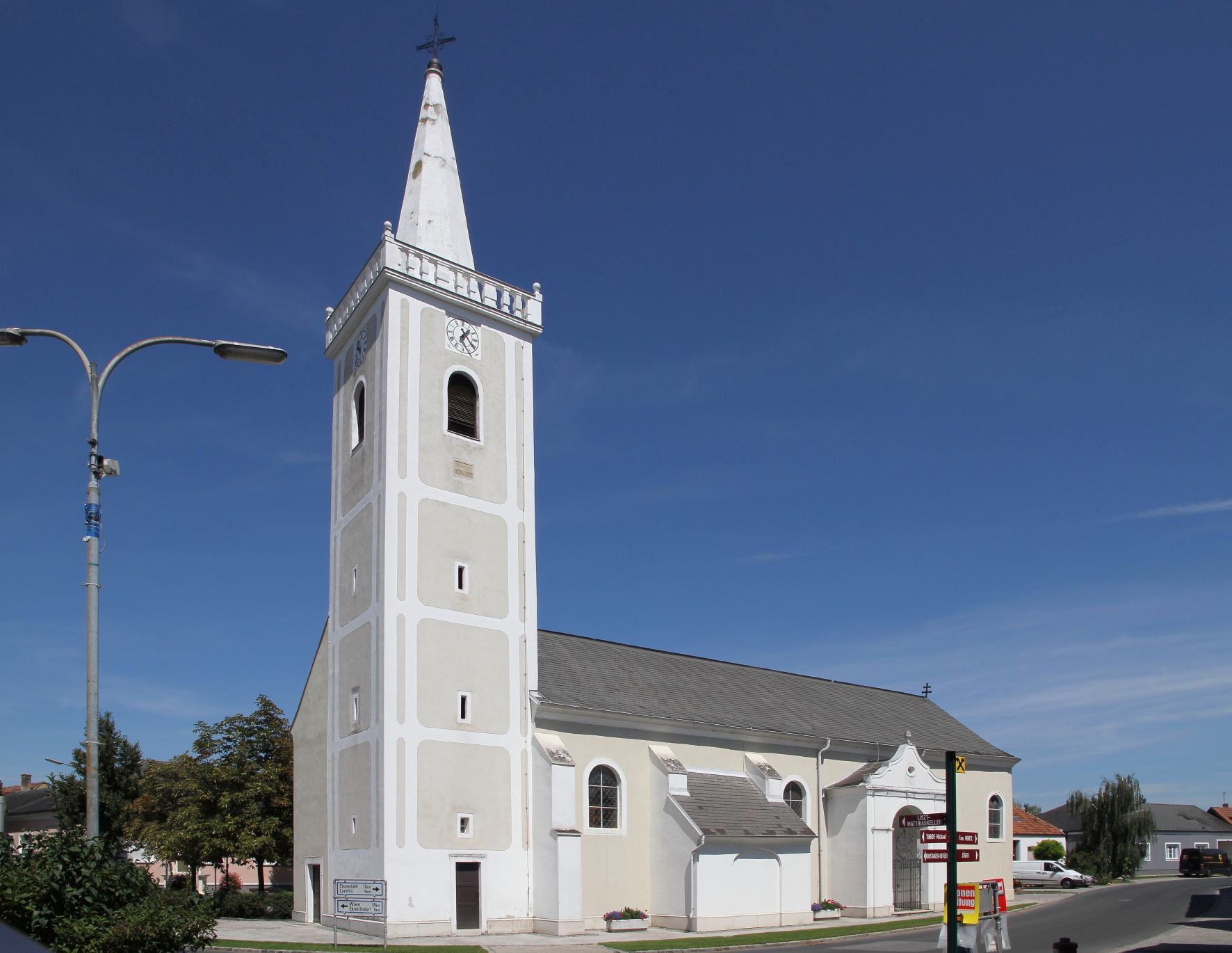
Kath. Pfarrkirche hl. Anna in Leithaprodersdorf

Die römisch-katholische Pfarrkirche Leithaprodersdorf steht in der Ortsmitte der Gemeinde Leithaprodersdorf im Burgenland. Die Pfarrkirche hl. Maria Magdalena gehört zum Dekanat Eisenstadt-Rust in der Diözese Eisenstadt. Die Kirche steht unter Denkmalschutz.

## Geschichte
Die Pfarre war bis in die Mitte des 17. Jahrhunderts bei der Kirche hl. Stephan außerhalb des Ortes. Die ehemalige Kapelle wurde um 1650 erweitert und um 1680 neu errichtet. 1683 war ein Brand und die Kirche wurde 1696 erneuert. Restaurierungen waren 1823 und 1937. Eine Gesamtrestaurierung erfolgte ab 1972.

## Architektur
Der langgezogene Kirchenbau schließt mit einer Rundapsis und hat an den Längsseiten je drei einfach abgestufte Strebepfeiler. Der viergeschoßige Turm vor der rechten Seite der Giebelfassade hat einen achtseitigen steinernen Pyramidenhelm mit einer Dockenbalustrade und zeigt die Inschriften Renoviert 1823 und 1937. Die barocke Bemalung des Turmes wurde bei der Restaurierung 1973 rekonstruiert. Südlich ist eine offene Kapelle mit einem geschweiften Giebel und einem großen Kruzifix und den kleinen Figuren Rochus und Sebastian angebaut.
Das vierjochige Langhaus hat ein Tonnengewölbe mit kurzen Stichkappen. Die Empore aus 1780 steht auf zwei Holzsäulen und hat eine geschweifte Brüstung. Der Triumphbogen ist korbartig. Das lange Chorjoch unter einem Tonnengewölbe hat in der Halbschale über der Apsis zwei Stichkappen.

## Ausstattung
Der barocke Hochaltar aus der Mitte des 18. Jahrhunderts wurde im 19. Jahrhundert verändert. Das Altarbild hl. Magdalena in einem Rahmen mit einem schönen geschnitzten Aufsatz malte urkundlich Franz Maurer (1807). Seitlich sind die Figuren Franz von Assisi und Franz Xaver. In der Südwand ist ein Nischenaltar mit dem Ölbild Kreuzigung aus der Mitte des 19. Jahrhunderts. Die Figuren Leonhard und Florian aus der Mitte des 18. Jahrhunderts sind an der Apsiswand. Es gibt die Figuren Sebastian und Johannes Nepomuk. Das Ölbild Noli me tangere malte Klein (1855). Das Ölbild Conceptio malte E. Staudinger (1855).
Eine Grabplatte im Kirchenboden nennt den Pfarrer Josephus Seitz gestorben 1779. Die Orgel aus 2017 mit 16 Registern wurde von Orgelbau Pieringer gebaut.
Eine Glocke ist mit Johann Josef Pfistermeister Ödenburg 1769 bezeichnet.

## Pfarrhof
Das Portal hat einen Volutenrahmen. Eine Gedenktafel mit einer Bauinschrift nennt 1718. Es gibt eine Steinstatue mit einer Loretto-Madonna aus 1769.